# Clanculus korkosi
Clanculus korkosi is een slakkensoort uit de familie van de Trochidae. De wetenschappelijke naam van de soort is voor het eerst geldig gepubliceerd in 2000 door Singer, Mienis & Geiger.